# Старая Гавана
Старая Гавана (исп. La Habana Vieja) — исторический центр города Гавана, столицы Кубы. Вместе со своими историко-культурными достопримечательностями с 1982 года входит в список Всемирного наследия ЮНЕСКО.

## История
Первое поселение на территории Гавана было основано испанцами в 1519 году. В 1555 году, когда город ещё не был достаточно укреплён, на него напали французские пираты во главе с Жаком Сорэ. При виде их губернатор Гаваны и многие жители бежали, а захватчики, после непродолжительной осады крепости, сожгли город и осквернили храмы. После этого случая было решено возвести мощные стены и серьёзные защитные сооружения. У входа в бухту построены крепости: на восточном берегу — Эль-Морро (1589—1630) и маяк (1845), на западном — Ла-Кабанья, Ла-Пунта и Ла-Фуэрса (1555—1577). На одном из бастионов Ла-Фуэрса возвышается небольшая башенка с колоколом, на куполе которого имеется флюгер в виде женской фигуры со знаменем в руках. Это один из символов города — Хиральдилья. Благодаря своим укреплениям, Гавана стала относительно безопасным портом в Карибском море. А испанский король распорядился сделать её главным перевалочным пунктом на пути из Европы в Вест-Индию. Пираты больше не предпринимали попыток атаковать город, а лишь осуществляли нападения на суда в его окрестностях.
В XVI—XIX веках в Гаване было возведено около 3000 зданий в стиле классицизма и колониального барокко, из которых до сегодняшнего времени сохранилось около 900. В жилых кварталах Старой Гаваны разрешалось жить представителям всех сословий и ремесел (ограничения накладывались лишь на индейцев). Некоторые жилые дома несли в себе оттенок мавританского стиля, которые появился на Кубе вместе с испанскими переселенцами: фонтаны, небольшие дворики с пальмами. Другие же, наоборот, стояли плотно друг к другу, образуя между собой узкие и извилистые улочки.
С 1982 до ноября 1989 года в историческом центре Гаваны была завершена реставрация десяти памятников архитектуры и начато восстановление ещё 40 объектов.

## Достопримечательности

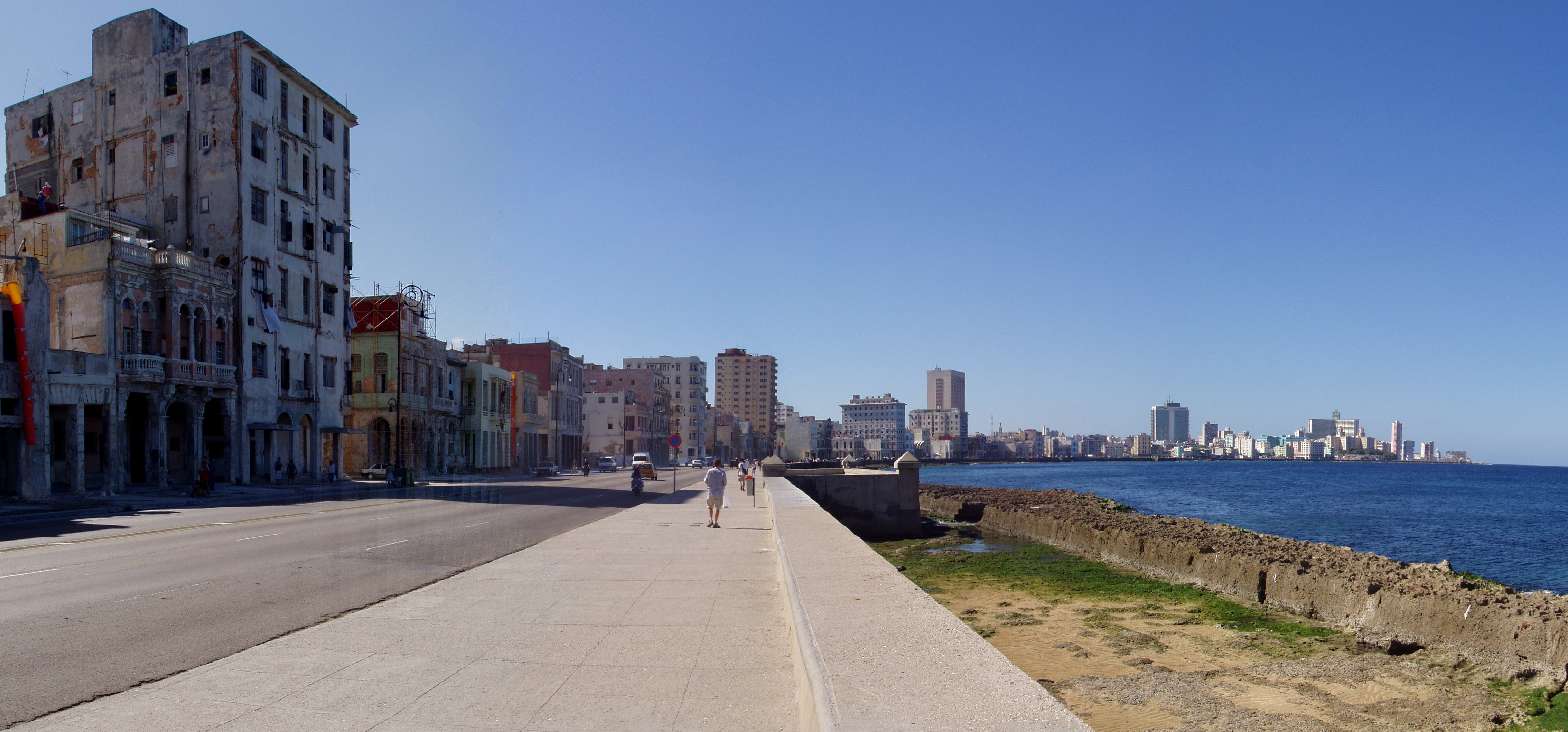
Набережная Малекон

- Малекон — набережная, бывшая ранее частью городских укреплений, построена в 1902 году. На протяжении почти 5 км здесь располагаются казино, отели, кафе, рестораны, а также смотровая башня XVIII века; памятник Антонио Масео (1916) — генералу-мулату, герою войны за независимость 1895 года; и Национальный госпиталь — самое высокое здание в городе.
- Ла-Кабанья — комплекс крепостных строений XVIII века. На момент окончания строительства в 1774 году, крепость была крупнейшим колониальным военным сооружением в Новом свете. Сегодня здесь, вместе с Эль Морро находится исторический парк с музеями.
- Ла-Пунта — укрепление стоит напротив в начале набережной Малекон. Построено в 1590 году и использовалось вместе с Эль-Моро для защиты гавани кубинской столицы.

- Эль Морро — построенная в 1589—1630 годах у входа в гавань, крепость почти 150 лет оставалась неприступной. В течение войн за независимость в XIX веке, кубинские патриоты содержались в местной тюрьме и многие были расстреляны. 3 января 1959 года Эрнесто Че Гевара штурмом взял эту крепость и организовал Комендатуру, которая сейчас превращена в музей, где хранятся документы и свидетельства процессов над соратниками генерала Батисты, свергнутого Кубинской революцией.
- Ла-Фуэрса — заложенная в 1577 году, крепость является старейшим каменным фортом в Америке. Использовалась для защиты от нападений пиратов.
- Кафедральный собор Гаваны — считается одним из лучших примеров колониального барокко. Стены украшены копиями картин Рубенса и Мурильо, а также работами французского художника Батиста Веремея. В 1796—1898 годах в соборе покоился прах Христофора Колумба.
- Капитолий Гаваны — здание парламента Кубы, было построено в 1926 году и выполняло свои функции до 1959 года. В настоящее время используется в качестве конгресс-центра и открыто для доступа посетителей. о своим внешним очертаниям здание в стиле ренессанса, как и здание американского Капитолия в Вашингтоне, напоминает собор Святого Петра в Риме.

- Пласа-де-Армас — на площади с XVI века проходят военные парады.
- Большой театр Гаваны — является домашней сценой Национального балета Кубы. В здании театра расположены также различные концертные залы, театральные сцены, галереи и т. д. Здесь выступали Энрико Карузо, Майя Плисецкая, Анна Павлова, Сара Бернар и другие мировые знаменитости.
- Музей Революции — бывший президентский дворец был спроектирован архитекторами Карлосом Марури и Полем Бело, которые привнесли в облик сооружения элементы неоклассицизма. С 1920 по 1959 год здание служило рабочей резиденций для всех руководителей Кубы. После революции во дворце был организован музей.
- Музей Наполеона (Гавана) — в экспозиции коллекция из почти 8000 предметов быта, живописи, оружия и личных вещей императора Наполеона.
- Сан-Франсиско-дель-Хабана — одна из старейших церквей в Гаване была построена в 1608 году.
- Храм Казанской иконы Божией Матери — православный храм, построенный в традициях древнерусского зодчества (2004—2008 года).